# Макідон Віктор Михайлович
Ві́ктор Миха́йлович Макідо́н (нар. 5 листопада 1969 — пом. 22 липня 2014) — прапорщик Збройних сил України, учасник російсько-української війни.

## Життєпис
Народився 1969 року в місті Ніжин. Закінчив Ніжинську ЗОШ № 15. З 1990-го працював у МВС, кілька років — у ніжинському відділі міліції. Пізніше переїхав служити до Києва, Пішов на пенсію, працював у приватній охоронній структурі. Коли почалася війна, повернувся до служби у складі батальйону «Дніпро». Прапорщик міліції, боєць Добровольчого батальйону патрульної служби міліції особливого призначення «Дніпро-1». З кінця червня — у складі батальйону «Миротворець».
Брав участь у боях за звільнення Лисичанська. 18 липня в складі батальйону вів бій під Попасною. 22 липня подзвонив до дружини та півтори години розмовляв. Дата, місце і обставини смерті не уточнено (за одними джерелами загинув у Лисичанську, за іншими — під Луганськом). Помер 22 липня 2014 р. від набряку легенів та гострої коронарної недостатності, викликаних фізичним та моральним перенавантаженням, серце не витримало й зупинилося.
Залишилась дружина Оксана та син Михайло 1990 р.н. — після смерті батька вирішив стати військовим, навчається в ліцеї ім. Богуна.
25 липня 2014-го похований у місті Ніжин.

## Нагороди та вшанування
- 17 липня 2015 року — за особисту мужність і героїзм, виявлені у захисті державного суверенітету та територіальної цілісності України, вірність військовій присязі під час російсько-української війни, відзначений — нагороджений орденом За мужність III ступеня (посмертно).[2]
- 2016 року в Ніжинській ЗОШ № 15 відкрито пам'ятну дошку Віктору Макідону[3]